# São Bernardino
São Bernardino este un oraș în Santa Catarina (SC), Brazilia.